# Piétinement
 (octobre 2010).
Si vous disposez d'ouvrages ou d'articles de référence ou si vous connaissez des sites web de qualité traitant du thème abordé ici, merci de compléter l'article en donnant les références utiles à sa vérifiabilité et en les liant à la section « Notes et références ».

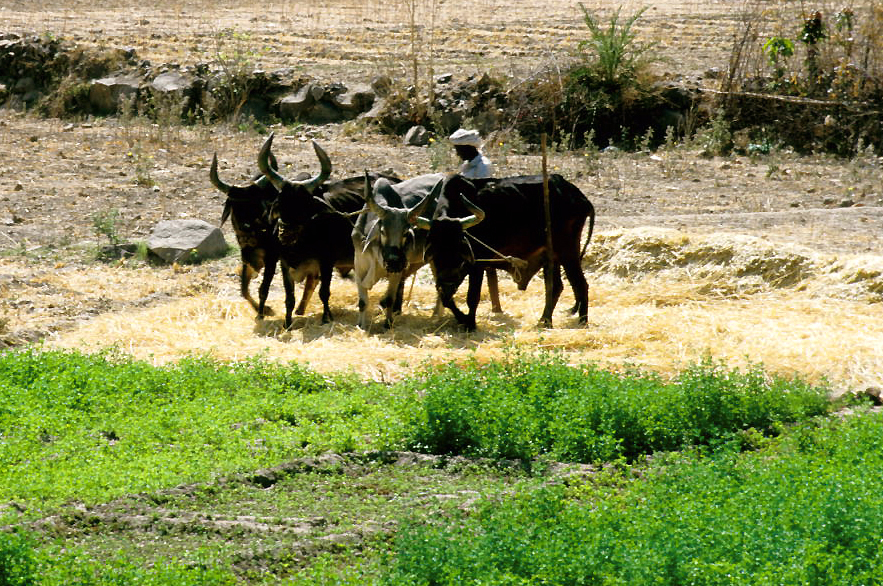
Le foulage, c'est-à-dire le battage des grains peut être opéré en faisant piétiner les céréales par un homme ou un animal.

Le piétinement désigne l'action qui consiste à marcher sur place, sans avancer, ou à frapper vivement des pieds sur place, marteler le sol avec un bruit sourd. En écologie, il désigne l'action mécanique des pieds ou des sabots qui a un effet sur le sol (détérioration du tapis végétal, compaction excessive).
Le surpiétinement, écrit aussi sur-piétinement, et le piétinement par divagation sont une perturbation écologique qui peut occasionner la dégradation ou la destruction d'habitats ou d'espèces. 

## Piétinement humain

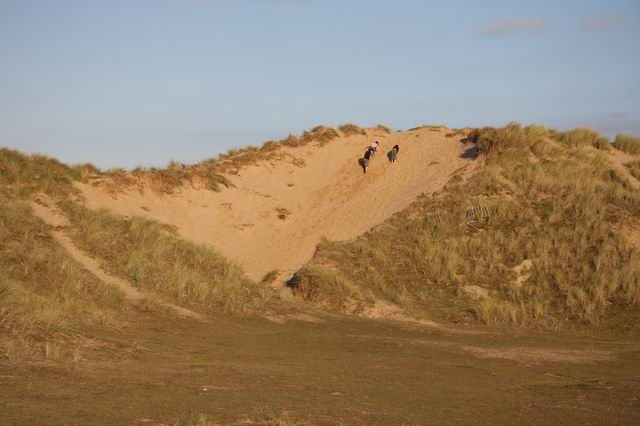
Le piétinement favorise l'action éolienne au niveau des sentiers empruntés pour traverser une dune littorale et qui peuvent évoluer en couloirs de déflation ou en caoudeyres.

Le développement du tourisme et l'attractivité croissante des espaces naturels au cours de la seconde partie du XXe siècle ont conduit à la dégradation paysagère et écologique de nombreux sites. Le piétinement inhérent aux activités récréatives (plagisme, montagnisme, marche, pique-nique…) et le sur-piétinement lié notamment à la surfréquentation touristique, entraînent un accroissement du ruissellement, une dégradation du tapis végétal (en particulier la strate herbacée mais aussi la strate bryo-lichénique et la strate hypogée) et des pertes en sol, phénomènes auxquels le public et les gestionnaires de ces milieux sont plus sensibilisés qu'autrefois car il savent, de façon empirique, que la dégénération du tapis végétal précède souvent celle du sol qui le porte. Ces processus induisent des destructions d'habitats ou d'espèces, et des fragmentations de milieux qui contribuent à l'homogénéisation biotique de la biodiversité. 
Des travaux scientifiques entrepris sur le piétinement humain sont descriptifs, mais aussi expérimentaux (les premiers ayant lieu au Royaume-Uni dans les années 1930). Les autorités locales ou nationales peuvent s'appuyer sur ces études pour mettre en place des politiques de restauration et de conservation dans la lutte contre la perte de la biodiversité : matérialisation claire d'un réseau de sentiers piétonniers (léger décaissement, passerelles, empierrement, balisage par des cairns), délimitation et mise en défens des zones sensibles (installation de clôtures basses bifil ou trifil placées aux côtés d'un sentier aménagé et qui suggèrent un parcours aux visiteurs, pose de ganivelle ou de barrières plus dissuasives mais à l'impact paysager plus important…), restauration des sols érodés et de la végétation (pose de toile de jute, transfert de mottes de végétation locale, installation de fascines, etc.), installation d'une signalétique d'information (panneaux, micro-pupitres au sol).

## Piétinement animal

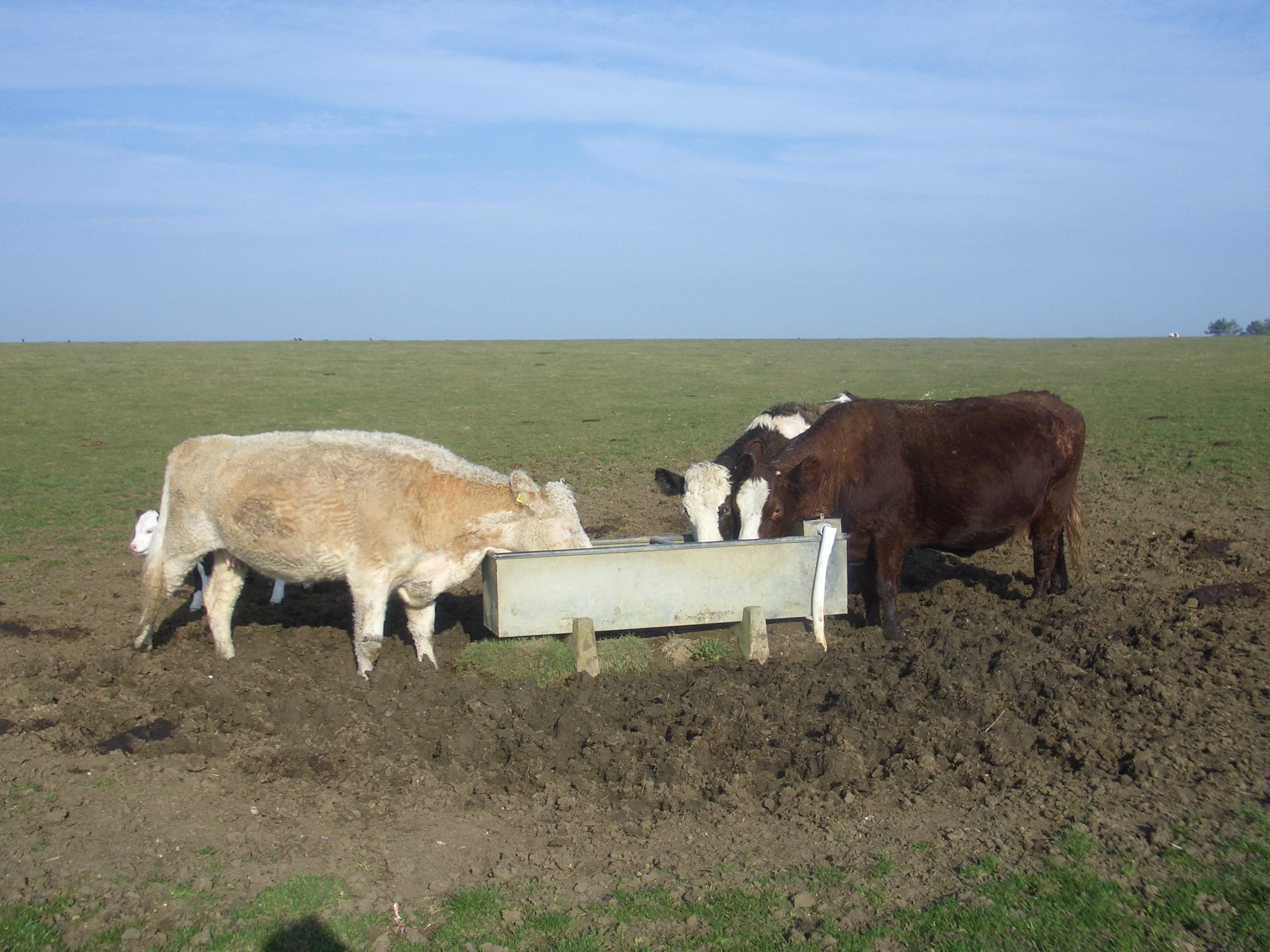
Une prairie se dégrade au niveau des zones dénudées piétinées durant l'hiver (entrée de parcelle, zone d'affouragement ou autour d'un abreuvoir).

De nombreux travaux scientifiques étudient l'impact du piétinement du bétail ou des troupeaux sur le sol, notamment l'impact du pâturage dans les systèmes d'élevage intensif. Les effets du piétinement animal varient selon la charge animale,, le type de sol, la texture, la teneur en matière organique et l'humidité du sol (en),,, les conditions climatiques saisonnières et le type de végétation,.

## Végétation adaptée au piétinement

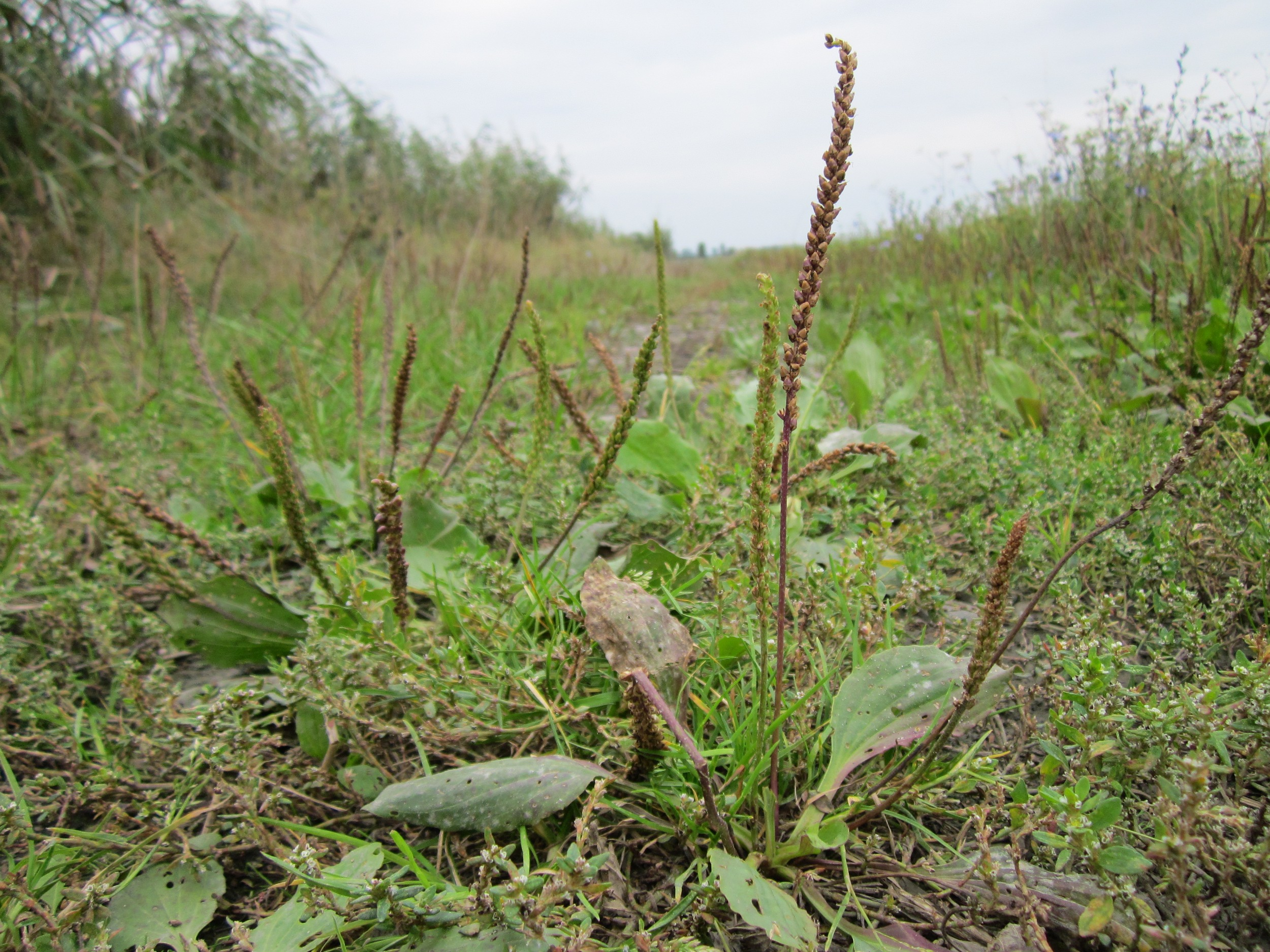
Cortège de plantes rudérales résistantes au stress mécanique du piétinement grâce, pro parte, à une rosette (grand plantain), une touffe (pâturin annuel), des tiges traçantes (Renouée des oiseaux).

La résilience des plantes, leur capacité à récupérer après ce stress mécanique, varient de manière significative selon leur habitat, avec une récupération plus importante dans les environnements productifs (ceux avec une fertilité et une humidité du sol élevés).
Le groupement des lieux piétinés (de) est une végétation basse (inférieur à 15 cm) qui participe généralement aux associations végétales relevant de la classe des Plantaginetea majoris. Elle est adaptée à l'extrême tassement du sol devenant asphyxique, et au surpiétinement des organes végétatifs.
Les pelouses existent, plus ou moins bien individualisées, dans toutes les agglomérations. Le tapis vert de ray-grass anglais ou de Trèfle blanc reste continu si le piétinement est modéré. Mais s'il augmente, des places se dénudent. Des plantes annuelles s'installent (Eragrostis minor, Sagina apetala (en), Rostraria cristata (en), pâturin annuel, Matricaire odorante), voire des vivaces comme les plantains (Plantago major, Plantago coronopus) dont les rosettes de feuilles épaisses, élastiques, fibreuses, plaquées au sol, résistent bien aux effets destructeurs des piétons. Cette végétation des milieux piétinés et anthropiques peut même s'implanter entre les pavements, les interstices de substrat dur, et que l'on retrouve en zone très anthropique, sur les trottoirs, au bord des routes. Ainsi, les tapis de mousses (Ceratodon purpureus, Bryum) colonisent les interstices colmatés et frais.